# Af jord er du kommet - på sporet af en dansk husmand
 Ikke at forveksle med Af jord er du kommet.
Af jord er du kommet - på sporet af en dansk husmand er en dansk dokumentarfilm fra 1983 instrueret af Nils Vest efter manuskript af Søren Nancke-Krogh.

## Handling
Denne film fortæller et stykke danmarkshistorie om fattigdom på landet. Om husmændenes historie fra middelalderens bondeoprør til vor tid. Om kampen mod sulten. Om husmanden Peder Madsen fra Samsø, der kæmpede for de laveste i samfundet. Peder Madsen gik over i historien som en fodnote. I denne film er han hovedperson.